# Pahlen
Pahlen er en by og kommune i det nordlige Tyskland, beliggende i Amt Kirchspielslandgemeinden Eider i den nordlige del af Kreis Dithmarschen. Kreis Dithmarschen ligger i den sydvestlige del af delstaten Slesvig-Holsten.

## Geografi
Kommunen er beliggende ca midtvejs mellem Heide og Rendsborg i den nordøstlige del af kreisen, hvor Ejderen danner kommunens nordgrænse til Kreis Nordfriesland.